# スバラシティ
『スバラシティ』(SubaraCity)は、桑木隆治によって2015年5月に公開されたパズルゲーム。App StoreやGoogle Playで配信されているほか、フライハイワークスによってゲーム機に移植されている。

## ゲーム内容
5×5のマスに建物や住人が描かれたブロックがあり、同じ色のブロックは上下左右につながる。任意のブロックを選択すると、同じ色のブロックはその場所で合体し、建物レベルが上がる。建物レベルが10になると白いブロックになり、白いブロック同士を合体させると白いブロックの数+9の建物レベルの黄色いブロックとなって、それ以上は動かせなくなる。
建物レベルが高いほど人口（スコア）が増え、動かせるブロックが無くなったらゲームオーバー。
市長マークを消費することで、一手戻したり任意のブロックを一つ消すことが出来る。市長マークはプレイ開始時に2つあるほか、100年（100手）経過ごとに1つ追加（ノーマルモードのみ）され、建物レベル10以上のブロックを作るとレベルに応じて追加される。

## 開発
本作の作者である桑木隆治はどうぶつしょうぎの作者・北尾まどかとの対談の中で、本作の開発に当たっては、数のパネルを合わせて3の倍数を作る『Threes!』というゲームの影響を受けたと明かしている。
開発初期の段階では、レベル10に出てくるような家のイメージだけだったが、いくら素晴らしい建物でも架空の建物では面白くないという考えから、レベル11以降に解放されるランドマークやモニュメント等は実在の建物が選ばれ、ゲーム終盤に解放される建物はバベルの塔に決まった。
また、本作の音楽はバベルの塔の雰囲気に合わせて、最後につけ加えられた。

## 評価
App StoreのBest of 2015のひとつに選出された。